# Joan Margarit
Joan Margarit i Consarnau, né le 11 mai 1938 à Sanaüja et mort le 16 février 2021 à Sant Just Desvern, est un architecte, professeur et poète espagnol. Il écrit principalement en langue catalane.